# Samolaco
Samolaco (lombardul: Samolegh vagy Samolagh) település Olaszországban, Sondrio megyében. Lakosainak száma 2875 fő (2023. január 1.). Samolaco Gordona, Montemezzo, Novate Mezzola, Prata Camportaccio, Sorico, Vercana és Livo községekkel határos.

## Népesség
A település népességének változása:
| Lakosok száma | 2890 | 2893 | 2875 |
|               | 2017 | 2018 | 2023 |